# Victor Snaith
Victor Percy Snaith (* 1944; † 3. Juli 2021) war ein britischer Mathematiker, der sich mit algebraischer Geometrie, algebraischer Topologie, algebraischer K-Theorie, Zahlentheorie und Darstellungstheorie von Gruppen befasste.

## Werdegang
Snaith wurde 1969 an der University of Warwick bei Luke Hodgkin promoviert (Topics in K-Theory). Er lehrte an der Universität Cambridge, der University of Western Ontario, der University of Southampton, der McMaster University und zuletzt bis zu seiner Emeritierung an der University of Sheffield.
Er wandte Mitte der 1980er Jahre Methoden der algebraischen Topologie (stabile Homotopietheorie) um ein Resultat der Darstellungstheorie von Gruppen (Induktionssatz von Richard Brauer) zu beweisen (Explicit Brauer Induction). Snaith wandte auch algebraische K-Theorie in der algebraischen Geometrie an.
Er ist der Vater von Nina Snaith, Daniel Snaith (Caribou) und der Literaturprofessorin am King’s College London Anna Snaith.

## Schriften
- Algebraic K-theory and localised stable homotopy theory, American Mathematical Society 1983
- Topological methods in Galois representation theory, Wiley 1989
- Algebraic K-groups as Galois modules, Birkhäuser 2002
- Groups, rings and Galois theory, 2. Auflage, World Scientific 2003
- An introduction to global analysis, Queen’s University, Kingston, Ontario 1986
- Explicit Brauer induction: with applications to algebra and number theory, Cambridge University Press 1994
- Galois module structure, American Mathematical Society 1994
- Algebraic cobordism and K-theory, American Mathematical Society 1979
- Stable homotopy around the Arf-Kervaire invariant, Birkhäuser 2009
- Herausgeber: Algebraic K-theory, American Mathematical Society, 1997
- Herausgeber mit J. F. Jardine: Algebraic K-theory: connections with geometry and topology, Kluwer 1989
- mit Luke Hodgkin: Topics in K-theory, Lecture notes in mathematics 496, Springer Verlag 1975 (darin von Snaith: Dyer-Lashof operations in K-theory)